# Kush (drug)
Kush is een zeer schadelijke en verslavende synthetische drug op basis van cannabinoïden en/of opioïden die vooral in West-Afrika geconsumeerd wordt en in Sierra Leone tot een drugepidemie heeft geleid.

## Geschiedenis
In 2004 publiceerde de Amerikaanse chemicus John Huffmann de formules voor de productie van synthetische drugs met cannabinoïden. Onmiddellijk kwamen nadien eerst in Europa en vanaf 2007 in de Verenigde Staten synthetische cannabinoïden op de drugsmarkt voor. Een versie met de naam "spice" of "K2" werd problematisch. Alleen al in de stad Houston heeft de drug in 2015 voor bijna 1500 gevallen van overdosis gezorgd.
Sinds ongeveer 2016 werd de drug ook sporadisch in West-Afrika beschreven. Sindsdien ontwikkelde de drug onder de naam "Kush", waarschijnlijk mede door zijn geringe prijs ($0,25 per dosis in 2020), in Sierra Leone, Liberia en Guinee-Bissau een enorme populariteit. De naam was afgeleid van de uit de Hindoekoesj afkomstige cannabissoort Cannabis indica.
De president van Sierra Leone, Julius Maada Bio, liet in april 2024 de noodtoestand uitroepen vanwege de extreme toename van sterfgevallen bij aan kush verslaafde jonge mensen.

## Samenstelling
De basis van kush bestaat uit bladeren voor kruidenthee. Oorspronkelijk waren dit bladeren van Althaea officinalis (heemst), de plant waarvan spekjes ooit gemaakt werden. In West-Afrika worden intussen ook bladeren van inheemse planten of bomen gebruikt. Op deze bladeren wordt een vloeistof met psychoactieve stoffen gespoten.
Volgens een analyse van het Global Initiative Against Transnational Organised Crime (GITOC) bestaan de psychoactieve bestanddelen van kush uit West-Afrika in wisselende mate uit cannabinoïden, synthetische opioïden (benzimidazoolderivaten of "nitazenen") of een combinatie daarvan.
Hoewel in verschillende media beweerd is dat kush ook fentanyl, tramadol en zelfs formaline uit menselijke botten zou bevatten, lijken hiervoor geen wetenschappelijke bewijzen te bestaan.